# Cordia myxa
Cordia myxa és una espècie d'arbre dins la família Boraginàcia. Es cultivava a l'antic Egipte. Un dels seus noms comuns és el de Lasura. És un arbre caducifoli de mida mitjana. Es troba principalment a Àsia però també a les regions tropicals del món. Al subcontinent indi crix abundosament des de Myanmar a l'Afghanistan. En el seu ambient pot arribar a viure fins als 1.500 m d'altitud.
És planta nativa de la Xina i està àmpliament cultivada a les planes baixes de les regions tropicals. Creix millor en zones amb pluviometria anual d'entre 1000 i 1500 litres.
l tronc de les lasures generalment és recte i cilíndric la seva capçada es pot formar en forma d'umbel·la. Arriba a fer de 10 a 15 m d'alt.però pot tenir forma arbustiva.
La seva escorça presenta unes fissures molt marcades.
Les fulles són un bon farratge
Floreix entre el març i l'abril amb inflorescències terminals de color blanc. Les flors individuals fan uns 5 mm de diàmetre.
El fruit de la lasura és una drupa que comença a aparèixer el juliol-agost. És de color marró o rosa. La seva polpa és una mica translúcida, mucilagionsa i dolça. El mucílag del fruit es pot usar com pega d'enganxar papers. El fruit no gaire madur es conserva en vinagre.
Es creu que el fruit és medicinal i també adequat per combatre l'alopècia.
La seva fusta és de bona qualitat i es fa servir en ebenisteria i en treballs ornamentals.

## Toxicitat
Cordia myxa conté alcaloides pirrolizidínics tumorigènics.